# Geunyeoro malhal geot gat-eumyeon
Geunyeoro malhal geot gat-eumyeon (그녀로 말할 것 같으면?), nota anche con il titolo internazionale Let Me Introduce Her, è una serie televisiva sudcoreana del 2018.

## Trama
Dopo essersi sottoposta a un'operazione di chirurgia plastica per assumere un'altra identità, Ji Eun-han perde la memoria. Eun-han cerca allora di trovare informazioni sul proprio passato.